# Grotte de Melissáni
La grotte de Melissani (grec moderne : Μελισσάνη) ou lac de Melissani, également Melisani, est un cénote situé sur l'île Ionienne de Céphalonie en Grèce. Il s'agit plus précisément d'une doline d’effondrement, en milieu karstique remplie d’eau. La voute de l'ancienne grotte s'est effondrée lors d'un séisme en 1953, créant le cénote actuel. Elle est située près du village de Karavomilos, à environ 2 km au nord-ouest de Sami, environ 5 km au sud-est de Agia Effimia. À l'est se trouve la mer Ionienne avec le détroit d'Ithaque. Elle est entourée de forêt, avec les flancs du mont Roudi à l'ouest. Elle est proche de la route qui lie Sami à Agia Effimia et à la partie nord de l'île.

## Description
La grotte s'est formée à partir d'une doline effondrée, typique de la roche karstique qui forme les montagnes de l'île. Elle mesure 50 m de long pour 35 m de large et 36 m de hauteur, et contient un lac d'eau saumâtre de 20 à 30 m de profondeur qui fait partie du très curieux système hydrogéologique des katavóthres de l'île - de même qu'un certain nombre de sources sur la côte immédiatement adjacente, entre Sami et Agia Effimia. Les sources alimentant le lac sont au fond de celui-ci. La grotte est à environ 500 m de la mer, et l'eau du lac est surélevée de 1 m par rapport au niveau de la mer.
La grotte (et le lac) est en deux parties. Le plafond de la grotte est ouvert dans l'une d'elles, on peut voir le ciel. Dans l'autre partie, éclairée à l'électricité, le plafond présente des stalactites dont certaines ont une forme de dauphin - le messager des nymphes. Le lac est d'une belle couleur changeant selon les rayons du soleil du turquoise à l'indigo ou au violet, avec le meilleur effet vers midi quand le soleil donne directement sur les eaux, avec un fond couvert de pierres. Les roches des parois sont brun clair à rose pâle. La végétation, y compris des arbres, croît jusqu'au bord du lac.
Elle s'est révélée lorsque son toit s'est effondré lors du séisme de 1953 de Céphalonie et Zante.

## Histoire, mythologie

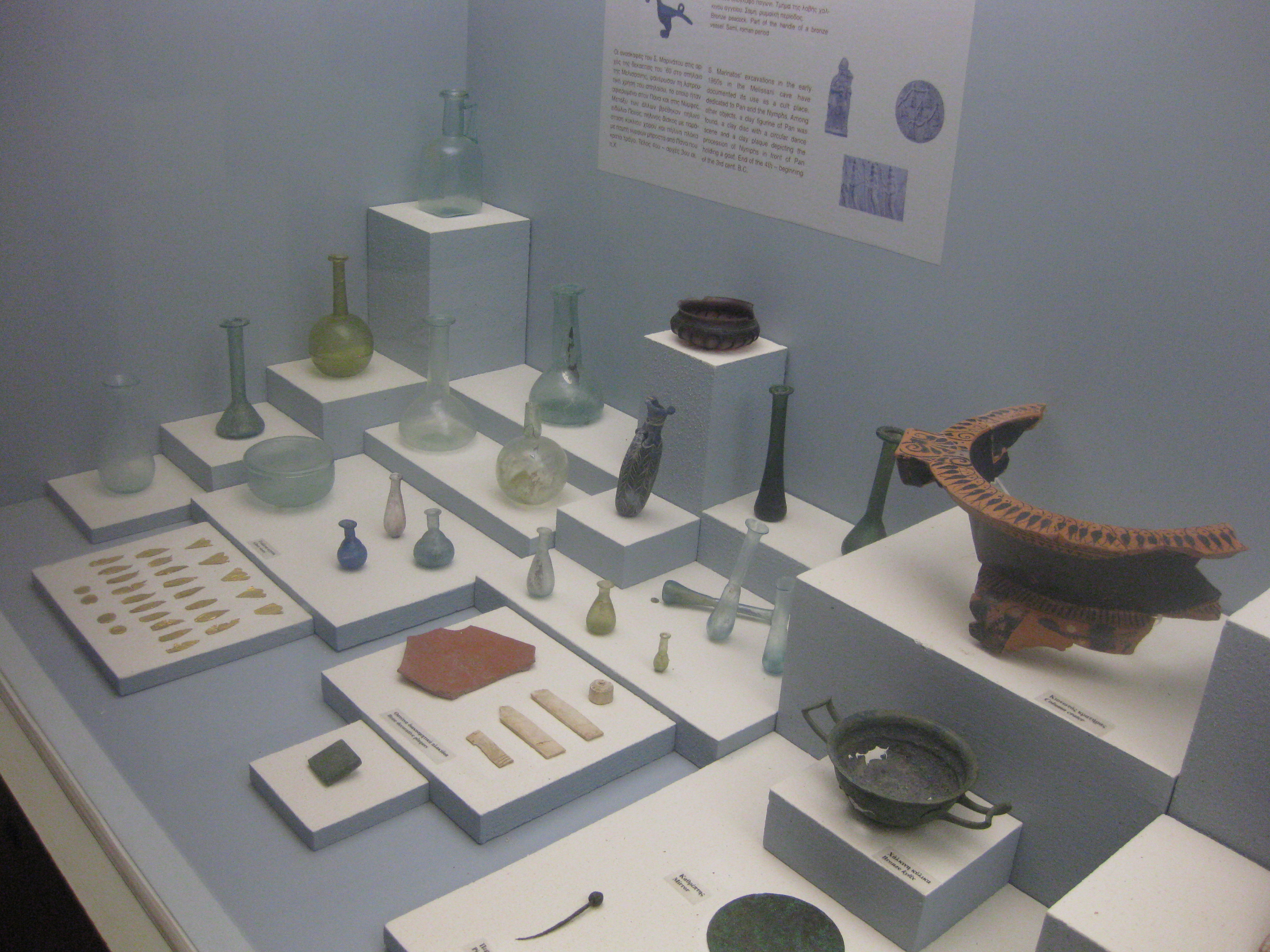
Objets exposés au musée archéologique d'Argostóli.

Dans la mythologie grecque, Melissani était la grotte des nymphes : Melissani  s'y serait suicidée en se noyant dans le lac parce que Pan ne voulait pas l'aimer. Selon une autre légende associée à la grotte, une bergère appelée Melisanthe s'y est noyée en cherchant un mouton. Des restes d'objets rituels datés des IVe et IIIe siècles av. J.-C. (périodes helléniques, début et post-classique) ont été trouvés dans la grotte : cornes, tuiles et ardoises associés au culte de la Terre, ainsi que des figurines de nymphes. On peut voir quelques-uns de ces objets au musée d'Argostóli.

## Tourisme
C'est un lieu très visité, où l'on peut se promener en bateau sur le lac ; un balcon près du sommet a été aménagé pour admirer la grotte et le lac. Un tunnel a été creusé pour accéder à la grotte et au lac. Un parking avec toilettes se trouve à l'entrée de la grotte, ainsi qu'un petit magasin-buvette vendant des souvenirs. L'accès à la grotte est payant (8€ par adulte en 2022 et 4€ par enfant), pour un temps de visite assez court (environ 10 min). Une école de plongée de Lassi y organise également des visites (entrée de la grotte également payante), d'environ 45 min.

## Lieux voisins
- Grottes de Drogarati (la grotte des concerts, acoustique exceptionnelle)
- Ruines du vieux Sami (au sud de Sami, sur la colline[6])

## Liens externes

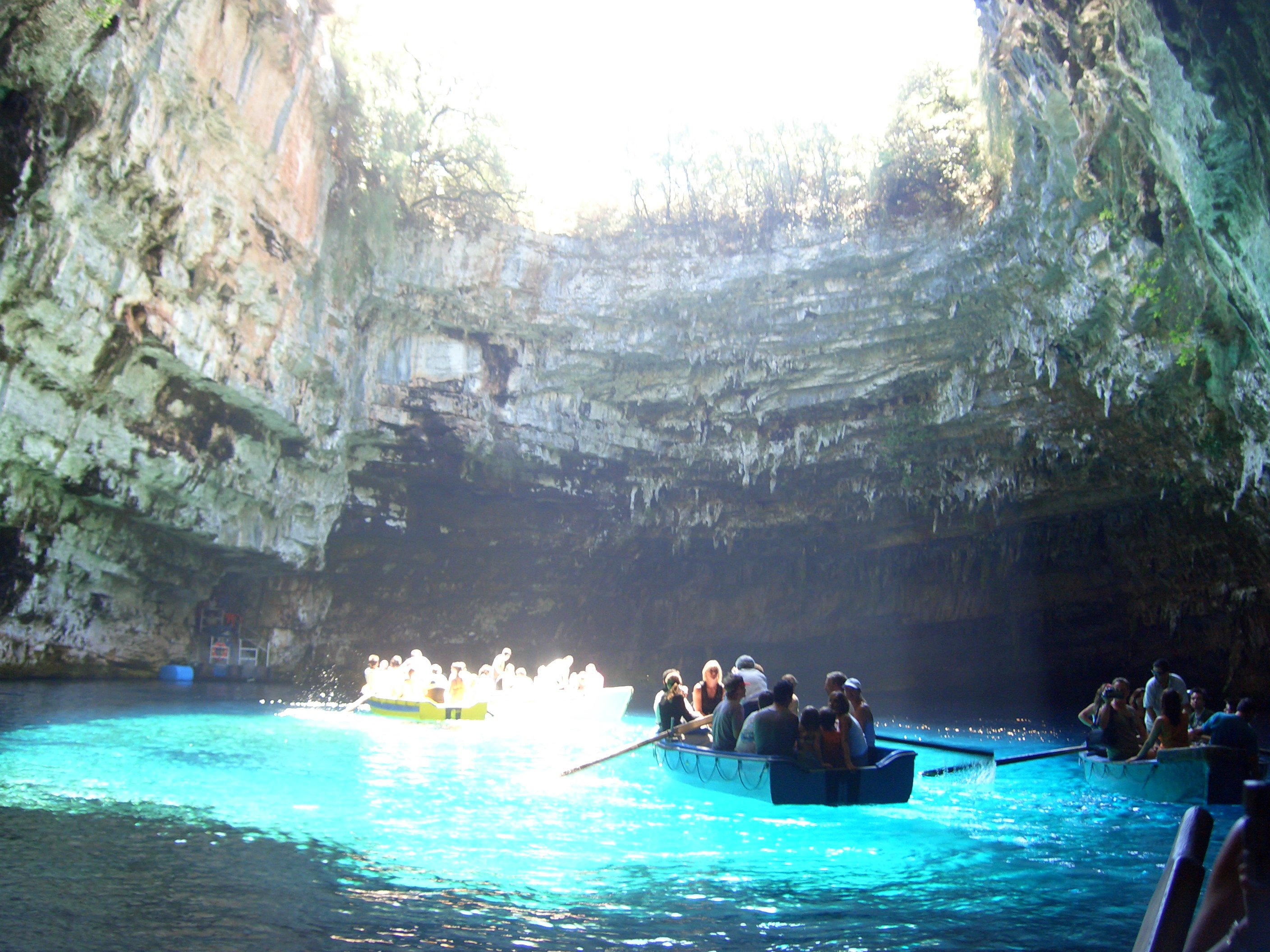
Lac de la grotte de Melissani.